# Changhe (Automarke)

Logo

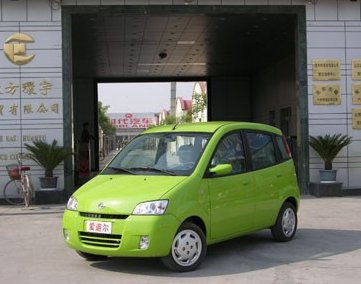
Ältere Generation des Changhe Ideal

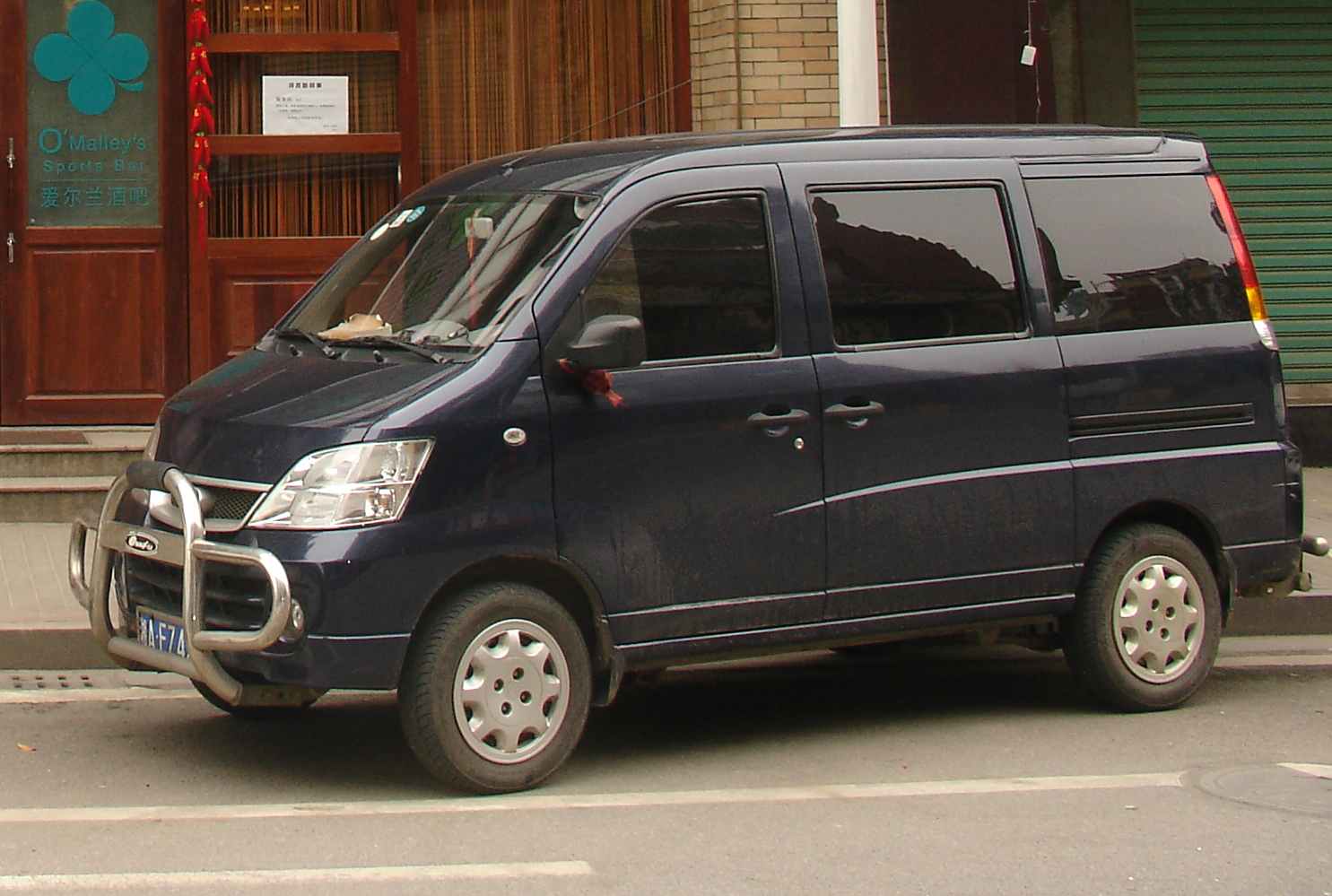
Der Changhe Furuida (auch als „Changhe Freedom“ bezeichnet)

Changhe (chinesisch 昌河, Pinyin Chānghé) ist die Automobilmarke eines chinesischen Fahrzeugherstellers namens Jiangxi Changhe Automobile Co. Ltd. (kurz: Changhe Auto), ansässig in der bezirksfreien Stadt Jingdezhen in der Provinz Jiangxi.

## Entwicklung der Marke im Rahmen von Unternehmensaktivitäten
Der Hersteller Jiangxi Changhe Automobile Co. Ltd. wurde am 26. November 1999 gegründet und war zunächst Tochterunternehmen der Changhe Aircraft Industries beziehungsweise deren Vorläufern, eines chinesischen Unternehmens zum Bau von Hubschraubern. Die Anfänge des Fahrzeugbaus bei Changhe Aircraft reichen jedoch weit vor die Zeit der Firmengründung von Jiangxi Changhe Automobile zurück. Anschließend, vom November 2009 bis Oktober 2013 – nach der Ära bei Changhe Aircraft – wurde Jiangxi Changhe Automobile Co. Ltd. eine Tochterfirma des Chang’an-Konzerns. Im November 2013 ist schließlich Changhe Auto zu 70 Prozent von der Beijing Automotive Group, kurz BAIC, übernommen worden.
Derzeit besitzt Changhe Auto in den beiden Städten Jingdezhen und Jiujiang, beide in der Provinz Jiangxi, je ein Produktionswerk sowie ein weiteres kleineres in Hefei in der Provinz Anhui, mit einer jährlichen Gesamtkapazität von zusammengenommen 270.000 Fahrzeugen pro Jahr (Stand: Nov. 2013).
Die ersten Eigenentwicklungen von Jiangxi Changhe Automobile, die von anderen Autoherstellern unabhängig waren, fallen in das Jahr 2002, sodass der eigentliche Beginn der eigenständigen Marke Changhe in dieser Zeit angesiedelt werden muss. Mit dem Markenlogo sind Fahrzeugkonstruktionen etikettiert worden, die aus Eigenentwicklungen der Firma Jiangxi Changhe Automobile Co. Ltd. hervorgegangen sind. Die Arbeiten im Joint-Venture-Unternehmen Jiangxi Changhe-Suzuki Automobile waren davon zunächst einmal nicht tangiert.
Seitdem der BAIC-Konzern Mehrheitseigner von Changhe Auto geworden ist, haben sich BAIC und der japanische Autohersteller Suzuki Motor Corporation nicht mehr einvernehmlich auf ein Modell der Zusammenarbeit in Sachen Auto-Neuentwicklungen einigen können. Die Verantwortlichen von Suzuki waren nicht länger bereit, neue Technologien an Changhe Auto zu liefern. Der Dissenz war so tief, dass zuletzt BAIC an Changhe Auto Fahrgestelle geliefert hat, die zur Weiterentwicklung für neue Automodelle bei Changhe Auto herangezogen wurden, die eigentlich von Suzuki hätten kommen müssen (Stand: Mai 2017). Die Entwicklung des Changhe Furuida M50 ist offenbar das erste neue Automodell von Changhe Auto, das unter einem vom früheren Procedere abweichenden Modell der Zusammenarbeit entstanden ist. Beim M50 gab es allerdings kein Fahrgestell-Problem, da dieses Modell bei dem Joint-Venture-Unternehmen Beiqi Yinxiang Automobile bereits komplett zu Ende entwickelt worden war und als „Weiwang M20“ im Oktober 2013 auf den chinesischen Markt gelangte. Dieser „Weiwang M20“ wurde durch eine zusätzliche Etikettierung im Oktober 2014 auch als „Changhe Furuida M50“ auf den Markt gebracht. Die Unstimmigkeiten zwischen BAIC und Changhe einerseits und Suzuki andererseits traten jedoch bei einem anderen Modell zutage: Ungefähr im Herbst 2017 sollte vom „Changhe-Suzuki Liana A6“ eine neue Baureihe auf den Markt gebracht werden. Die Changhe-Ingenieure hatten zu diesem Zweck bereits einen Prototyp entwickelt, der serienreif und präsentierbar war, der auf einem „Beijing Senova D50“-Fahrgestell aufgebaut worden ist. Dieses Modell trug auf dem Frontgrill die Aufschrift „CHANGHE“ in Großbuchstaben. Es sieht so aus, als habe der BAIC-Konzern hier dadurch vollendete Tatsachen schaffen wollen, dass der „Liana A6“ in die Modellpalette von Changhe „einverleibt“ wurde, indem nicht mehr, wie es jahrzehntelang zuvor üblich war, Changhe und Suzuki sich paritätisch in die Modellentwicklung eingebracht haben, sondern hier nun Changhe dem Partnerunternehmen Suzuki zuvorgekommen ist. Die Verantwortlichen der Suzuki Motor Corporation waren offensichtlich damit nicht einverstanden, denn der „Liana“ war bis dato ein Kernmodell in der Modellpalette des Joint-Ventures Changhe-Suzuki Auto, nicht jedoch von Changhe Auto. Wahrscheinlich weigerten sie sich, Changhe Auto und dem BAIC-Konzern dies so durchgehen zu lassen. Mit Sicherheit handelte es sich dabei um eine Hinwegsetzung über bis dato getroffene Vereinbarungen zwischen Changhe Auto einerseits und Suzuki Motor Corporation andererseits. Zu einem offiziellen Rechtsstreit ist es wohl nicht gekommen. Markttechnisch bedeutet dies, dass das Liana-Modell dem Unternehmen Changhe Auto in die Modellpalette einverleibt wurde. Dies ist jedoch nicht folgenlos geblieben, dadurch, dass die Suzuki Motor Corporation im Juni 2018 ihre Anteile am Joint-Venture Jiangxi Changhe-Suzuki Automobile veräußert und damit für eine Auflösung desselben gesorgt hat.

## Logos und Beschriftungen an Changhe-Fahrzeugen: gegenwärtige Handhabung durch den Hersteller
Ungewohnt muss die ein wenig eigenwillige Art erscheinen, mit der man die Automarke Changhe nach der Übernahme durch BAIC behandelt hat, wenn man darauf schaut, wie die Modelle am Heck neuerdings beschriftet sind: so findet sich in der Regel auf der Heckklappe oder dem Kofferraumdeckel auf der linken Seite die Aufschrift „BeiQi Changhe“ – ein Fingerzeig auf „Beijing Qiche“ (zu deutsch: „Beijing Auto“), kurz „BeiQi“ –, in der Mitte prangt jedoch das „Changhe“-Logo; und auf der rechten Seite lässt sich die jeweilige Modellbezeichnung antreffen. Das eigenwillige daran ist, dass auf dem Frontgrill und auf der Heckklappe in der Mitte das Changhe-Logo belassen wird. Offenbar wollte der Hersteller BAIC der Marke ihre Eigenständigkeit belassen, andererseits wollte dieser auf das BeiQi vor dem Changhe in „BeiQi Changhe“ (links hinten am Fahrzeug) nicht verzichten. Changhe kann jedoch nicht Marke und Submarke zugleich sein. Insofern sollte man vielleicht das Prangen des Changhe-Logos auf Frontgrill und Heckklappe als das Maßgebende annehmen. (Damit wäre Changhe dann Marke und nicht Submarke.)

## Fahrzeugmodelle dieser Marke

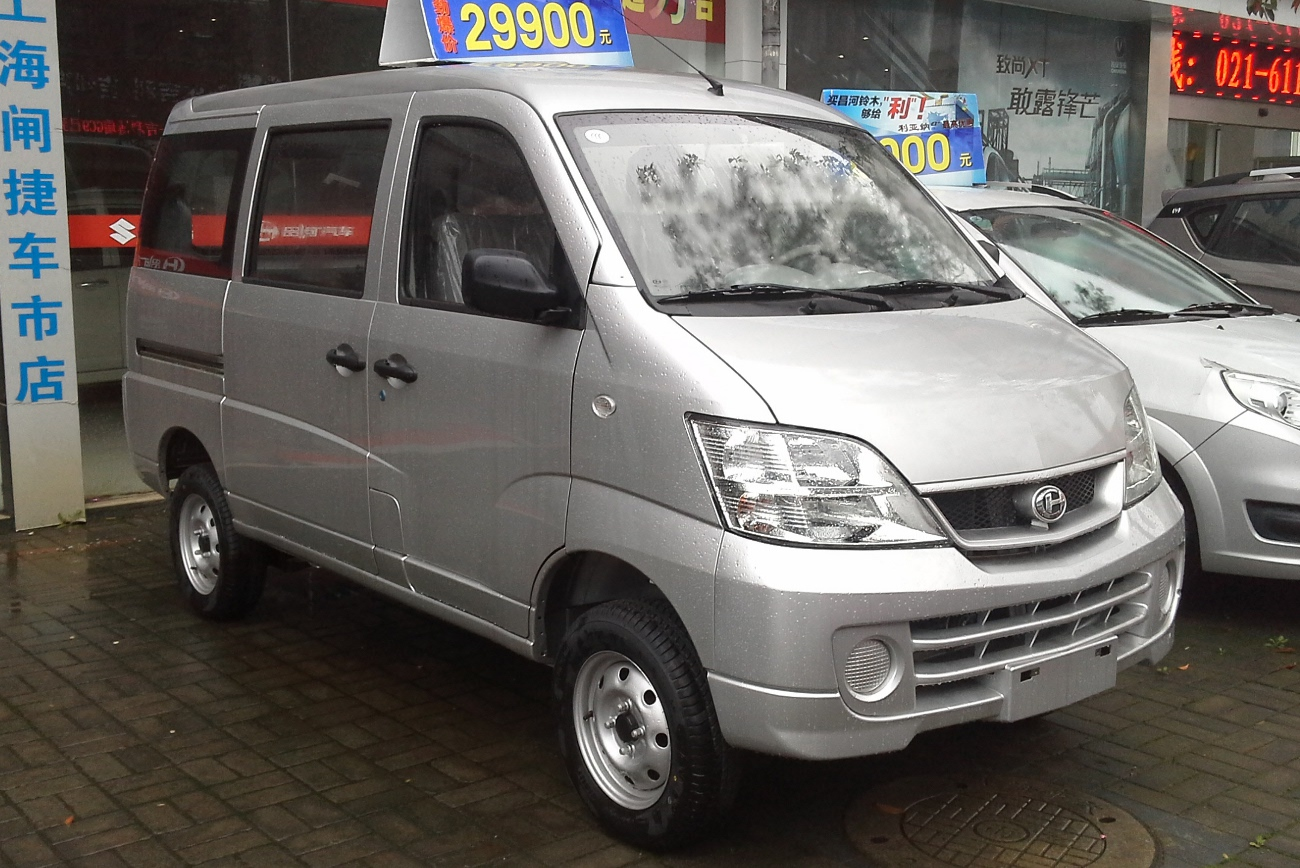
Changhe Freedom Mini Van

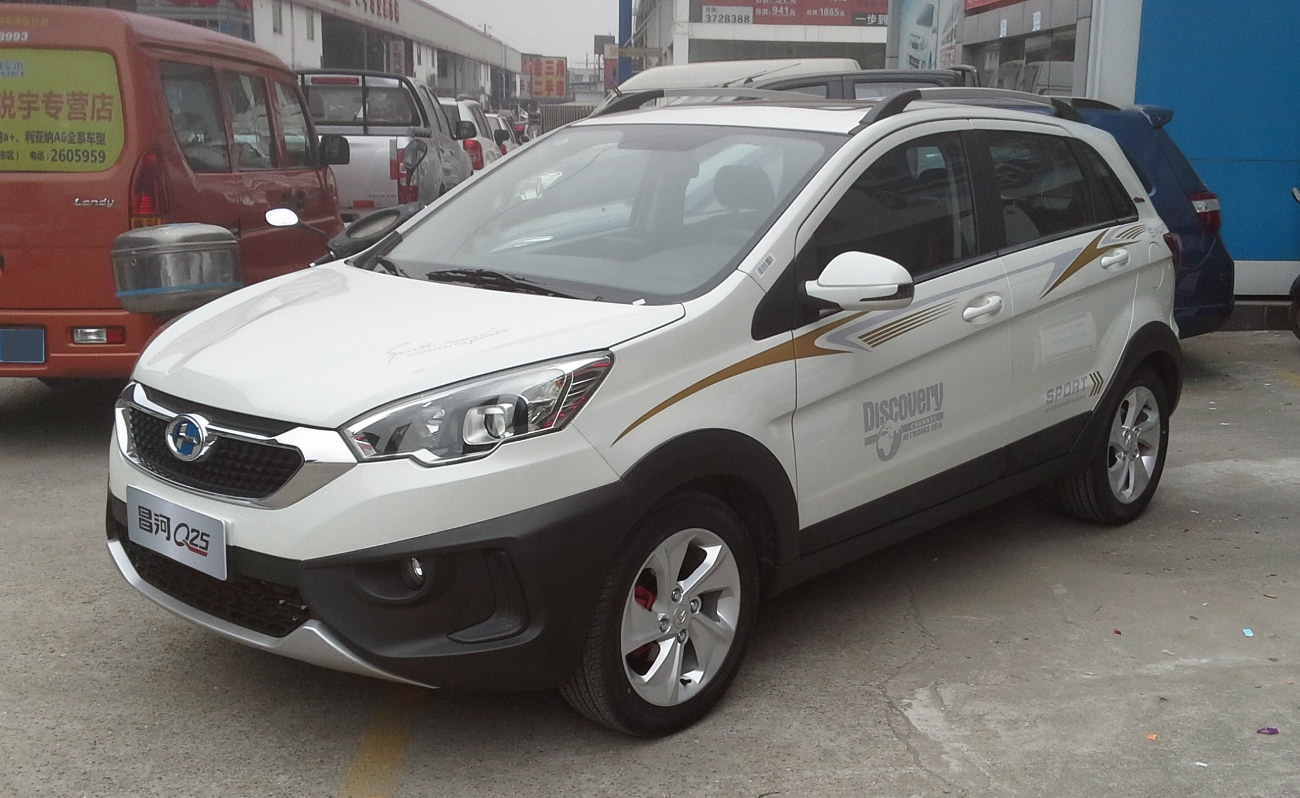
Changhe Q25

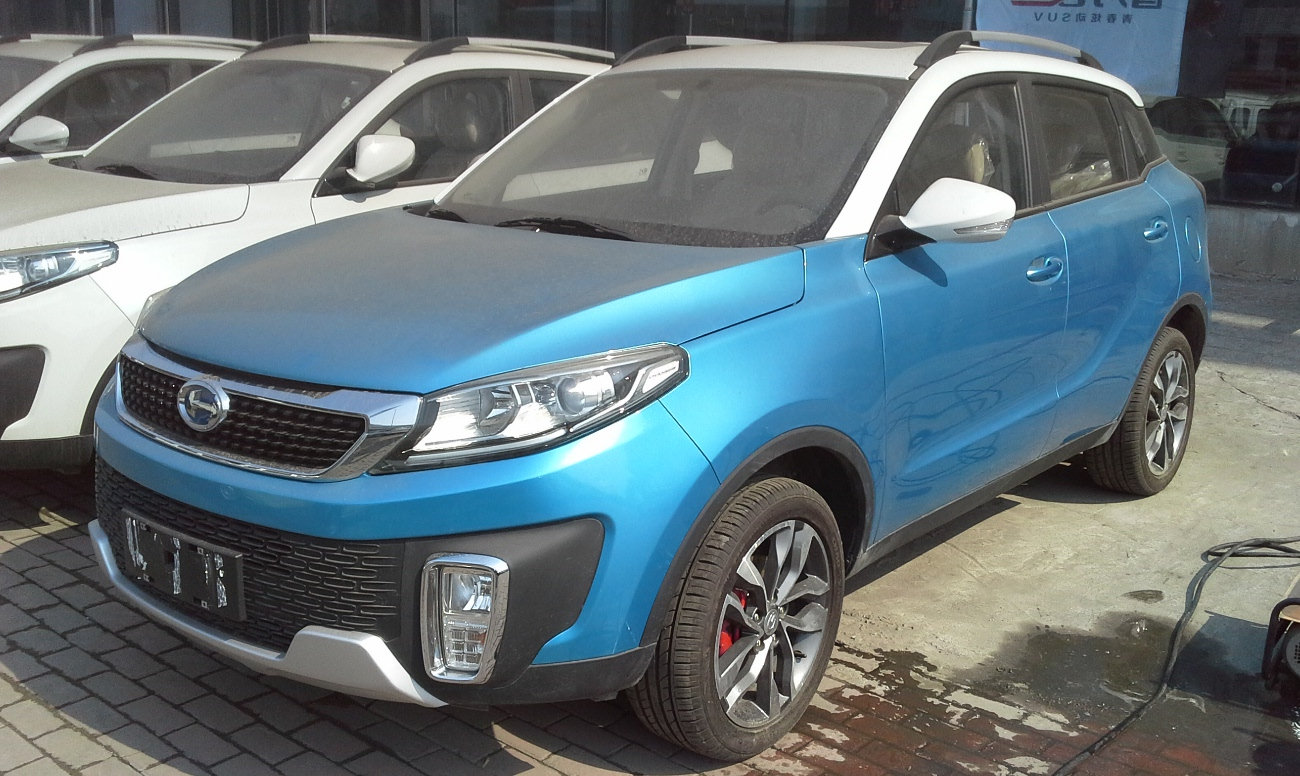
Changhe Q35

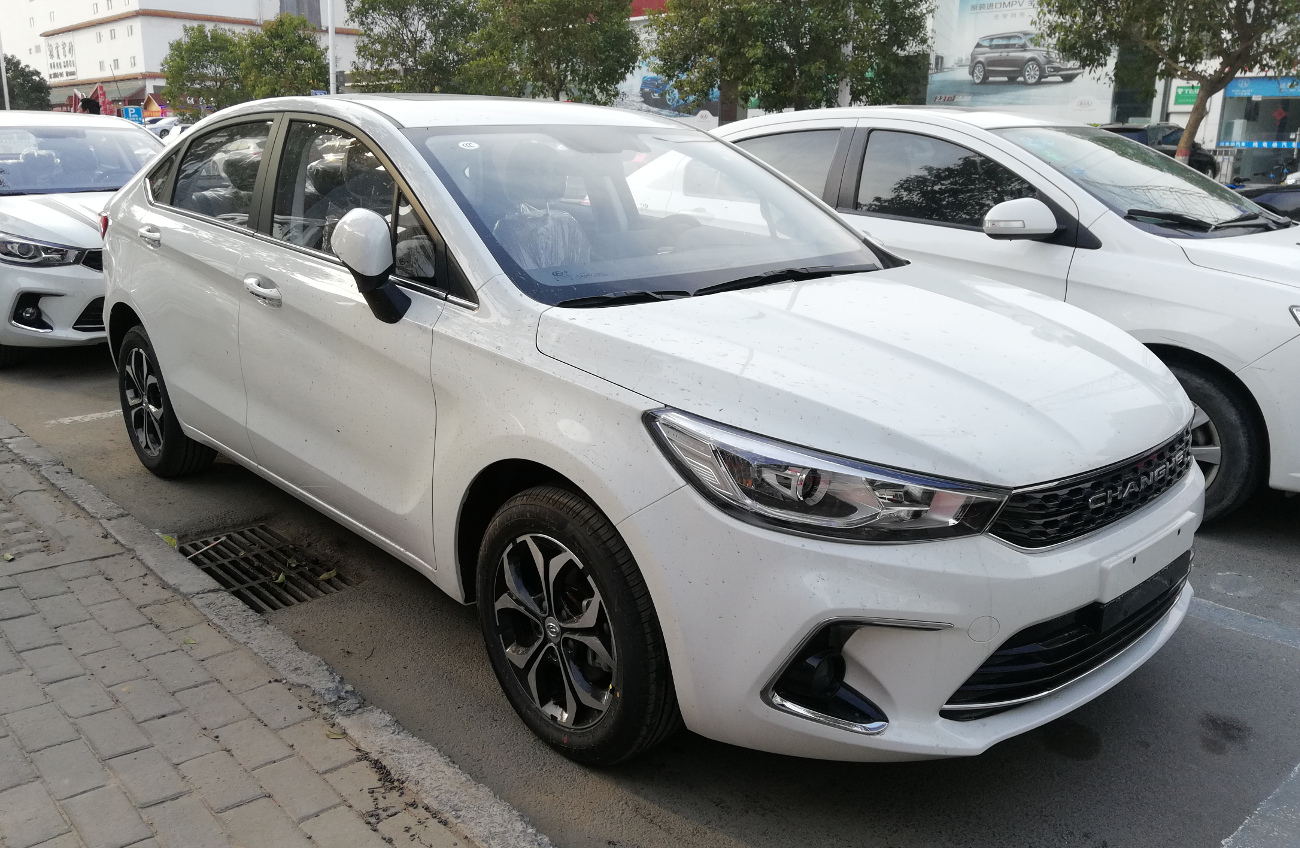
Changhe A6

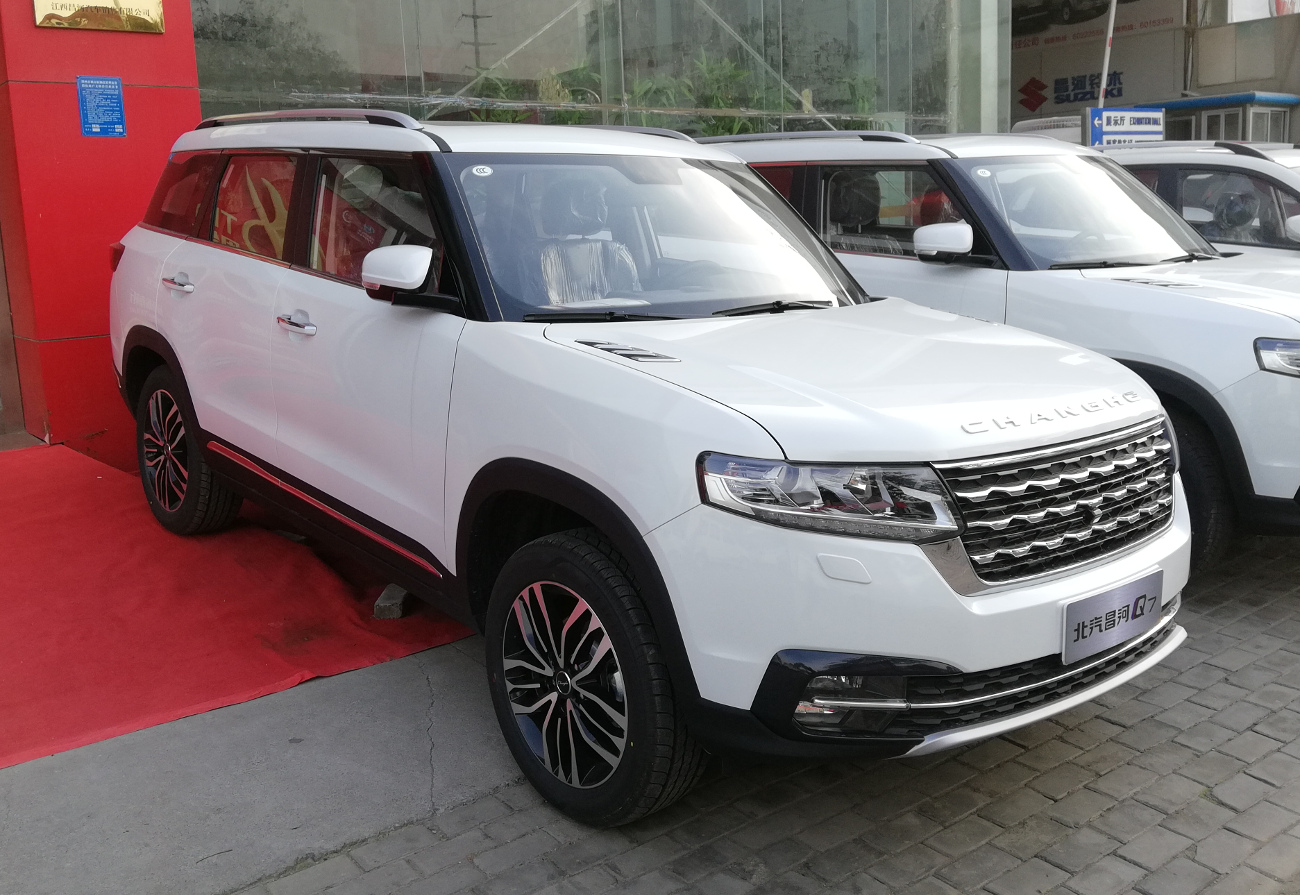
Changhe Q7

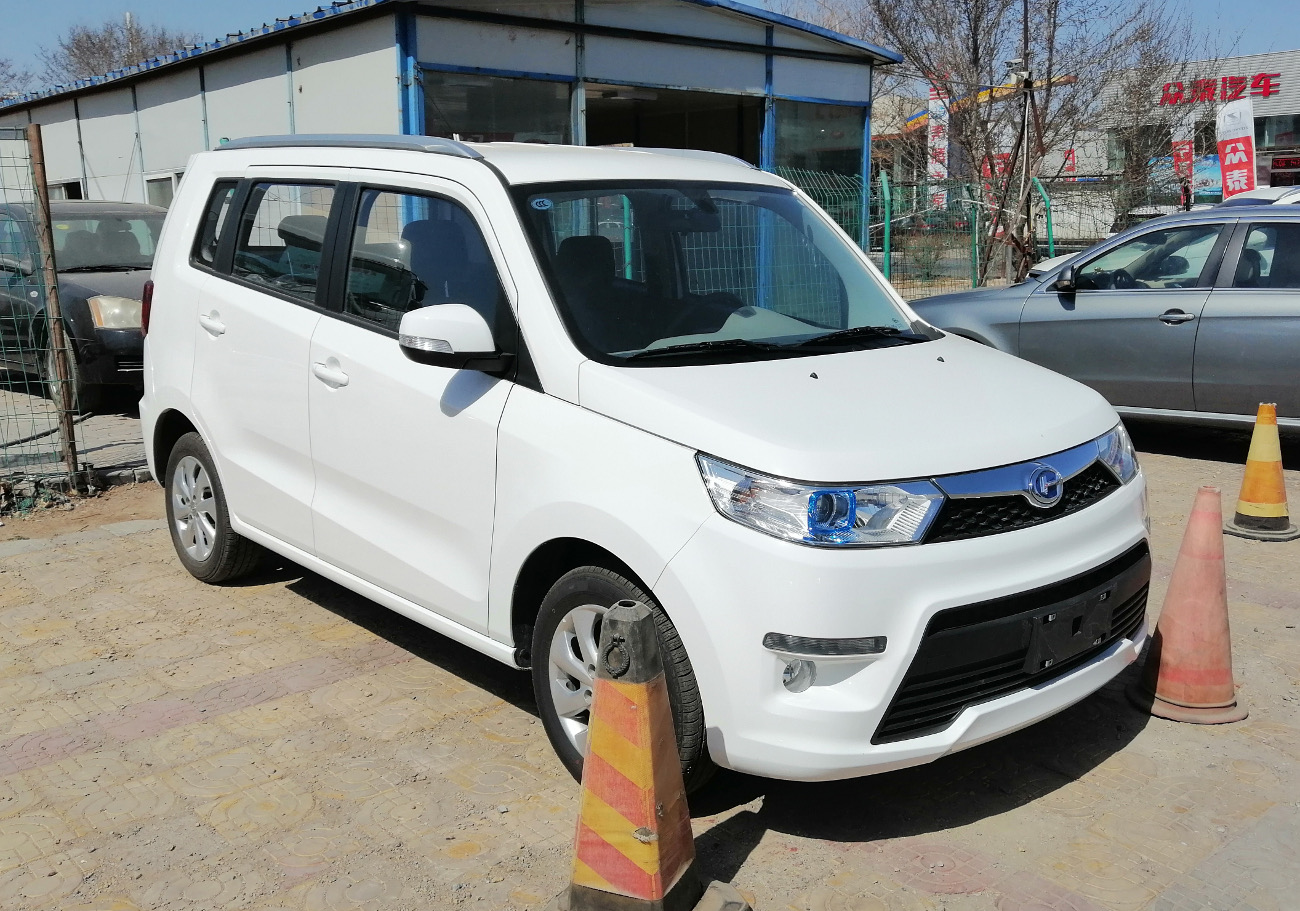
Changhe Beidouxing II

### Kleinwagen

#### Changhe Ideal
Der Ideal ist von 2003 bis 2016 durchgehend gebaut worden, wobei es ein Facelift und eine Überarbeitung, die unter Faceliftniveau bleibt, gegeben hat. Die Beifügung der Codes I, II und II A+ beziehen sich auf die initiale Modellausführung (I wurde produziert 2003–2006), auf ein Facelift (II wurde produziert 2006–2011) und auf eine zweite Überarbeitung, die unter Faceliftniveau bleibt (II A+ wurde produziert 2011–2016). Mit den Codes sind also keine ganzen Baureihen gemeint. Der Changhe Ideal I, ein Designprojekt im Rahmen einer Zusammenarbeit von Changhe mit der Gruppo Bertone, ist im Jahr 2003 in den chinesischen Markt eingeführt worden. Da die handwerkliche Umsetzung der initialen Modellausführung mäßig und der Preis hoch war, fiel die Rezeption des Modells bei den Chinesen überwältigend negativ aus. So kam es, dass das Facelift an dem Modell – ebenfalls die Handschrift des italienischen Designers Bertone tragend – relativ frühzeitig, nämlich im Mai 2006, auf den Markt nachgeschoben wurde. Die Akzeptanz des Changhe Ideal II muss offenbar besser gewesen sein. Ab 2009 wurde der Changhe Ideal auch in andere Länder exportiert. Im Juni 2011 ist dann die Überarbeitung unter Faceliftniveau, der Changhe Ideal II A+, auf den Markt lanciert worden. Mit dem SUV-Boom in China ließ allerdings die Nachfrage nach dem Modell spürbar nach. So wurden im Jahr 2014 gerade einmal noch 304 Fahrzeuge davon verkauft. Angeblich ist die Produktion des Modells erst 2016 eingestellt worden.
- Changhe Ideal I (Oktober 2003–Mai 2006; 46 bis 79 PS) (Produkttyp CH7111)
- Changhe Ideal II (Mai 2006–Juni 2011; 46 bis 91 PS) (Produkttypen CH7101B/CH7101BE/CH7101BE3/CH7101BE4/CH7111B/CH7111B1/CH7111BE/CH7111BE3/CH7111BE4/CH7111BR/CH7141E)
- Changhe Ideal II A+ (Juni 2011–2016) (Produkttypen gleich wie bei Ideal II?)

### Minipritschenwagen

#### Changhe Mini Truck
- Changhe Mini Truck (?-?) (Produktserie CH1018, unter anderen mit den Produkttypen CH1018Ei/CH1018AEi) War das ein Minipritschenwagen?

### Minibusse/Minivans

#### Changhe Junma (?–2002)
- Changhe Junma (trivial auch als „Changling King“ bezeichnet?) (?–2002) (Produktserie CH6353, unter anderem mit den Produkttypen CH6353A/CH6353A1/CH6353/CH6353B/CH6353B1/CH6353C/CH6353C1). Zu dieser Zeit gab es möglicherweise das Changhe-Logo noch nicht.

#### Changhe Haitun (2002–2007)
Das Modell „Changhe Haitun“ ist das Nachfolgemodell zum „Changhe Junma“. Das Modell war ein Minibus.
- Changhe Haitun (auch als „Changhe Dolphin“ bezeichnet) (2002–2008?) (Produktserie CH6370, unter anderem mit den Produkttypen CH6370A/CH6370B/CH6370C)

### Minibusse/Minivans und Minipritschenwagen

#### Changhe Furuida (2007–2014)
Das Modell „Changhe Furuida“ ist das Nachfolgemodell zum „Changhe Haitun“.
Zu dem Modell „Furuida“ gab es vier Aufbauvarianten:
- Changhe Furuida Mini Van (auch als „Changhe Freedom Mini Van“ bezeichnet) (2007–2014) (Produktserie CH6390, unter anderem mit den Produkttypen CH6390E/CH6390E3/CH6390E4/CH6390HE/CH6390LE3/CH6390LE4)
- Changhe Furuida Blind Van (auch als „Changhe Freedom Blind Van“ bezeichnet) (2007–2014) (Produktserie CH6430, unter anderem mit den Produkttypen CH6430T1/CH6430T2) Im Unterschied zum Furuida Mini Van, der wie ein Bus rundherum verglast ist, stellt dieses Modell einen Kleintransporter dar, der seitlich größtenteils verblendet und auch hinten mit Blendwerk versehen ist. Die stark getönten Scheiben, die unter anderem dafür zu Hilfe genommen werden, verleihen dieser Variante beinahe Kastenwagen-Charakter. Sie ermöglichten vielleicht eine Teiltransparenz für die Sicht von drinnen nach draußen. Es gab aber auch noch andere Verblendungen, die eingesetzt wurden, die vollkommen intransparent waren.
- Changhe Furuida Single Mini Truck (auch als „Changhe Freedom Single Mini Truck“ bezeichnet) (2007–2014) Dieses Modell wird in Ausführungen als Pick-up mit Einzelkabine (Produkttypen CH1020LE/CH1020LE3) angeboten.
- Changhe Furuida Double Mini Truck (auch als „Changhe Freedom Double Mini Truck“ bezeichnet) (2007–2014) Dieses Modell wird in Ausführungen als Pick-up mit Doppelkabine (Produkttypen CH1021LE/CH1021LE3) angeboten.

Changhe Furuida Single Mini Truck und Changhe Furuida Double Mini Truck werden auch von Martin Motors unter der Bezeichnung Freedom Cab weiterverkauft.

### Großraumlimousinen
Im Anschluss an die Produktion der anfänglichen Baureihe des Furuida-Modells aus den Jahren 2007–2014 ist es offenbar zu einer Auffächerung des Modellangebots in eine Furuida-Modellfamilie gekommen.

#### Changhe Furuida M50 und M50S
M50 und M50S sind zwei Ausführungsvarianten ein und desselben Modells:
- Changhe Furuida M50 (auch als „Changhe Freedom M50“ bezeichnet) (seit Oktober 2014) (Produkttyp CH6446BL22) Dieses Modell ist ein 4,53 Meter langer Van.
- Changhe Furuida M50S (auch als „Changhe Freedom M50S“ bezeichnet) (seit April 2020)[9] Das Modell M50S unterscheidet sich vom M50 durch andere Frontstoßfänger und Einstiegsbleche (Schweller) an den Seiten. Außerdem besitzt es getönte Glasscheiben.

#### Changhe Furuida M60
- Changhe Furuida M60 (auch als „Changhe Freedom M60“ bezeichnet) (seit 2016)

#### Changhe Furuida M70
- Changhe Furuida M70 (auch als „Changhe Freedom M70“ bezeichnet) (März 2017–Januar 2019) Dieses Modell ist ein 4,72 Meter langer Van mit bis zu sieben Sitzplätzen.

### Hochdachkombis/Vans

#### Changhe Beidouxing
Der Changhe-Suzuki Beidouxing (erste Baureihe), produziert von 2004 bis 2018, war ein fester Bestandteil des Modellprogramms des Joint-Ventures Jiangxi Changhe-Suzuki Automobile, das der Hersteller Changhe Auto mit dem Partnerhersteller Suzuki Motor Corporation betrieben hat. Von der ersten zur zweiten Baureihe hin hat es hier allerdings einen Bruch gegeben; die ab 2019 gebaute zweite Baureihe wird von Changhe Auto produziert und vermarktet. Doch bereits vorher gab es dahingehende Veränderungen: so ist die Elektrovariante des „Changhe-Suzuki Beidouxing X5“ unter dem Logo von Changhe als Changhe-Produkt vermarktet worden. Eigentlich hätte dieses Modell unter dem Changhe-Suzuki-Logo als Changhe-Suzuki-Produkt vermarktet werden müssen. Doch auch hier hat – wie im Fall des „Changhe-Suzuki Liana A6“ – offenbar der BAIC-Konzern gegenüber der Suzuki Motor Corporation vollendete Tatsachen geschaffen. Der „Beidouxing“ war eigentlich fester Bestandteil der Modellpalette des Changhe-Suzuki-Joint-Ventures. So ist zulasten des Changhe-Suzuki-Joint-Ventures diesem ein Stück Markt weggenommen worden. Es sieht so aus, als sei diese „Übergriffigkeit“, die eine Entrechtung der Suzuki Motor Corporation darstellt, Verantwortlichen des BAIC-Konzerns zuzuschreiben.
- Changhe Beidouxing X5E (erste Baureihe) (2016–2018?), eine batterieelektrische Antriebsvariante des „Changhe-Suzuki Beidouxing X5“.
- Changhe Beidouxing (zweite Baureihe) (seit 2019)

### Vans

#### Changhe Fuyun
Bei dem Changhe Fuyun handelt es sich um einen 3,99 Meter langen Minivan, der durch „Badge Engineering“ des Chang’an Star S460 zustande gekommen ist. Die Produktion war beim Chang’an-Konzern angesiedelt.
- Changhe Fuyun (Sommer 2011–2015)[11]

### Limousinen

#### Changhe A6
- Changhe A6 (zuvor: „Changhe-Suzuki Liana A6“) (November 2017–November 2020) (Produkttypen CH7151BA2/CH7150BA2)  Diese 4,62 Meter lange Limousine basiert auf dem Beijing Senova D50.

### SUVs

#### Changhe Q25
- Changhe Q25 (März 2016–August 2019) Dieses Kompakt-SUV baut auf der Technik des Beijing Senova X25 auf.

#### Changhe Q35
- Changhe Q35 (August 2016–Dezember 2020) (Produkttypen CH7152AB22/CH7152AB62) Dieses Kompakt-SUV ist über dem Q25 positioniert.

#### Changhe Q7
- Changhe Q7 (März 2018–Mai 2020) Dieser siebensitzige SUV ähnelt optisch dem Range Rover.